# Wapen van Zorgvlied

Het wapen van Zorgvlied is een niet bij de Hoge Raad van Adel geregistreerd, dus niet erkend, dorpswapen. Het dorp Zorgvlied hoort bij de gemeente Westerveld. 

## Symboliek
Het wapen staat symbool voor het dorp Zorgvlied. Het dorp is in zekere zin gesticht of ontstaan door Lodewijk Guillaume Verwer. De twee kruisjes komen ook uit zijn familiewapen. De tabaksplant staat voor de tabaksteelt, de teelt is door Verwer naar het dorp gebracht en is van groot belang geworden. 
In 1879 heeft hij het grondgebied van de 20 jaar daarvoor opgeheven landbouwschool van de Maatschappij van Weldadigheid opgekocht. Verwer begon er cichorei te verbouwen en later ook tabak. Dat deed hij door tabaksplanters, met hun gezinnen, uit Noord-Brabant over te laten komen. Hij liet hier ook een tabaksfabriek in de buurt van Elsloo voor bouwen.
Anloo
· Beilen
· Borger
· Dalen
· Diever
· Dwingeloo
· Eelde
· Gasselte
· Gieten
· Havelte
· Nijeveen
· Norg
· Odoorn
· Oosterhesselen
· Peize
· Roden
· Rolde
· Ruinen
· Ruinerwold
· Schoonebeek
· Sleen
· Smilde
· Vledder
· Vries
· Westerbork
· De Wijk
· Zuidlaren
· Zuidwolde
· Zweeloo

Dorpswapens:
Hollandscheveld
· Wapse
· Zorgvlied